# Georg Nirrnheim
Georg Louis Philipp Nirrnheim (* 14. Februar 1877 in Magdeburg; † 21. Mai 1935 in Berlin) war ein preußischer Verwaltungsbeamter.

## Werdegang
Georg Nirrnheim wurde als Sohn eines Kaufmanns geboren.
Er studierte von 1895 bis 1899 an der Universität Straßburg Philosophie, Rechts- und Staatswissenschaften und wurde dort 1895 Mitglied des Corps Rhenania. Am 26. November 1904 wurde er zum Regierungsassessor ernannt. Ab dem 17. März 1913 übte er das Amt des Landrates im hessischen Landkreis Gersfeld aus. 1914 wurde er im Ersten Weltkrieg zum Kriegsdienst eingezogen. Zum 1. Juni 1917 wurde er aus diesem entlassen und war wieder als Landrat in Gersfeld tätig. Während seiner Abwesenheit wurde er kommissarisch vom Kreisdeputierten Bruno von Waldthausen vertreten.
Von 18. September 1917 an war er als Referent beim Preußischen Staatskommissar für Volksernährung eingesetzt. Ab dem 30. Juni 1919 fand er als Regierungsrat in Magdeburg und ab dem 24. November 1924 als Oberregierungsrat in Schneidemühl Verwendung. Mit Wirkung vom 1. Januar 1925 kam er an das preußische Finanzministerium und wurde daselbst am 16. Juni 1925 zum Ministerialrat ernannt. Am 19. Mai 1925 folgte die Ernennung zum Oberverwaltungsgerichtsrat.
Am 8. August 1934 wurde er zum 1. Oktober 1934 in den Ruhestand versetzt.

## Weblink
- Nirrnheim, Georg Louis Philipp. Hessische Biografie. (Stand: 28. Juli 2019). In: Landesgeschichtliches Informationssystem Hessen (LAGIS).